# Refuge Antonio Locatelli
Le refuge Antonio Locatelli (en allemand : Dreizinnenhütte) est un refuge situé dans le parc naturel des Tre Cime, dans le Tyrol du Sud, à 2 405 m d'altitude.

## Toponymie
Antonio Locatelli est né à Bergame le 17 avril 1895 et est décédé dans le massacre de Lechemti lors de la guerre d'Éthiopie le 27 juin 1936. Aviateur très décoré (le seul militaire italien à avoir reçu trois médailles d'or pour sa valeur militaire), il fut aussi journaliste, homme politique italien, alpiniste, universitaire du club alpin italien (CAI), et à sa mort, président du CAI de Bergame. Pendant la Première Guerre mondiale, il se distingua en tant que pilote de l'aviation militaire et ses exploits audacieux le rendirent célèbre. Il a participé au fameux survol de Vienne avec D'Annunzio. Abattu et fait prisonnier le 15 septembre 1918, il parvint à s'échapper déguisé en soldat autrichien après quelques semaines. À l'intérieur du refuge se trouve une statue commémorative de la Vierge de Lorette, patronne des aviateurs.

## Histoire

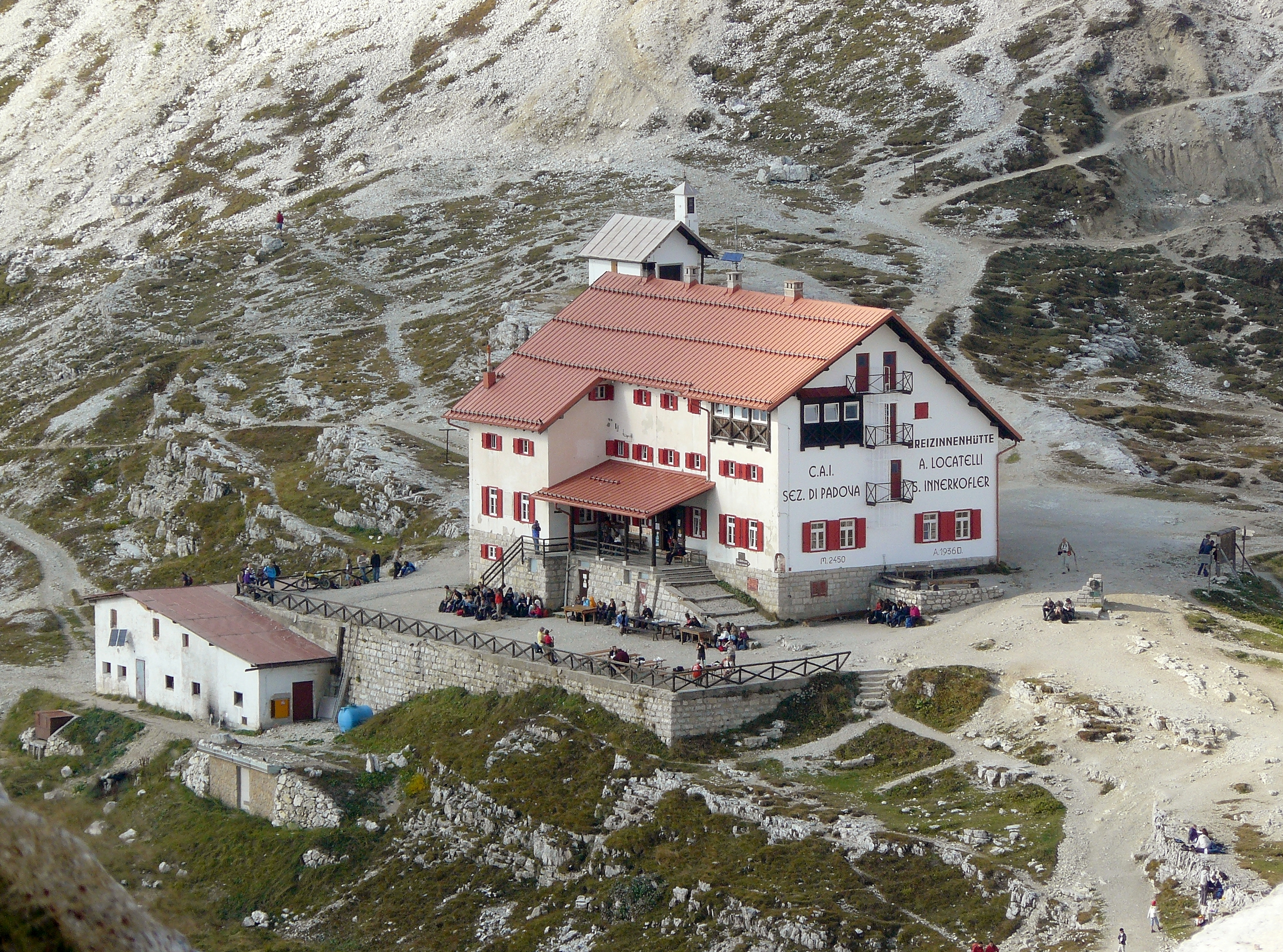
Vue du refuge Locatelli et de la petite chapelle située juste derrière.

Le propriétaire d'un hôtel de Sesto, Karl Stemberger, a proposé en 1881 de construire un abri pour le Club alpin germano-autrichien, près du col de Toblin. Les membres du CAI ayant été enthousiasmés par le panorama que l'on peut y apprécier (Tre Cime di Lavaredo, mont Paterno, montagnes environnantes), la construction du refuge a été planifiée à cet endroit.
Karl Stemberger a assuré la direction des travaux, tandis que le projet était exécuté par le président de la section, l'ingénieur Rienzner de Dobbiaco. Les travaux ont débuté au printemps 1882. En deux mois, un simple bâtiment d'un étage a été construit, constitué de pierres taillées et avec un toit en pente. Au rez-de-chaussée, l'abri comprenait une pièce équipée, une cuisine intégrée, deux tables, des bancs et des chaises. À côté, il y avait une porte qui menait à une deuxième chambre qui servait de lit aux bergers. Du côté est, il y avait un escalier extérieur menant au grenier, qui contenait jusqu'à dix couchages.
Le petit abri devait être ouvert pour l'automne, mais le temps n'était pas clément. En fait, en septembre 1882, une inondation s'est produite dans le haut val Pusteria. L'inauguration a ensuite été reportée à 1883. Pour sa réalisation, 1 250 florins ont été dépensés. Par la suite, le refuge a été détruit pendant la Première Guerre mondiale par une grenade italienne.
En 1922, un petit refuge a été reconstruit à la place du précédent par le club alpin sud-tyrolien. En 1923, le refuge fut exproprié au profit de la section du CAI de Padoue qui prévoyait en 1935 une restauration et une expansion importante.

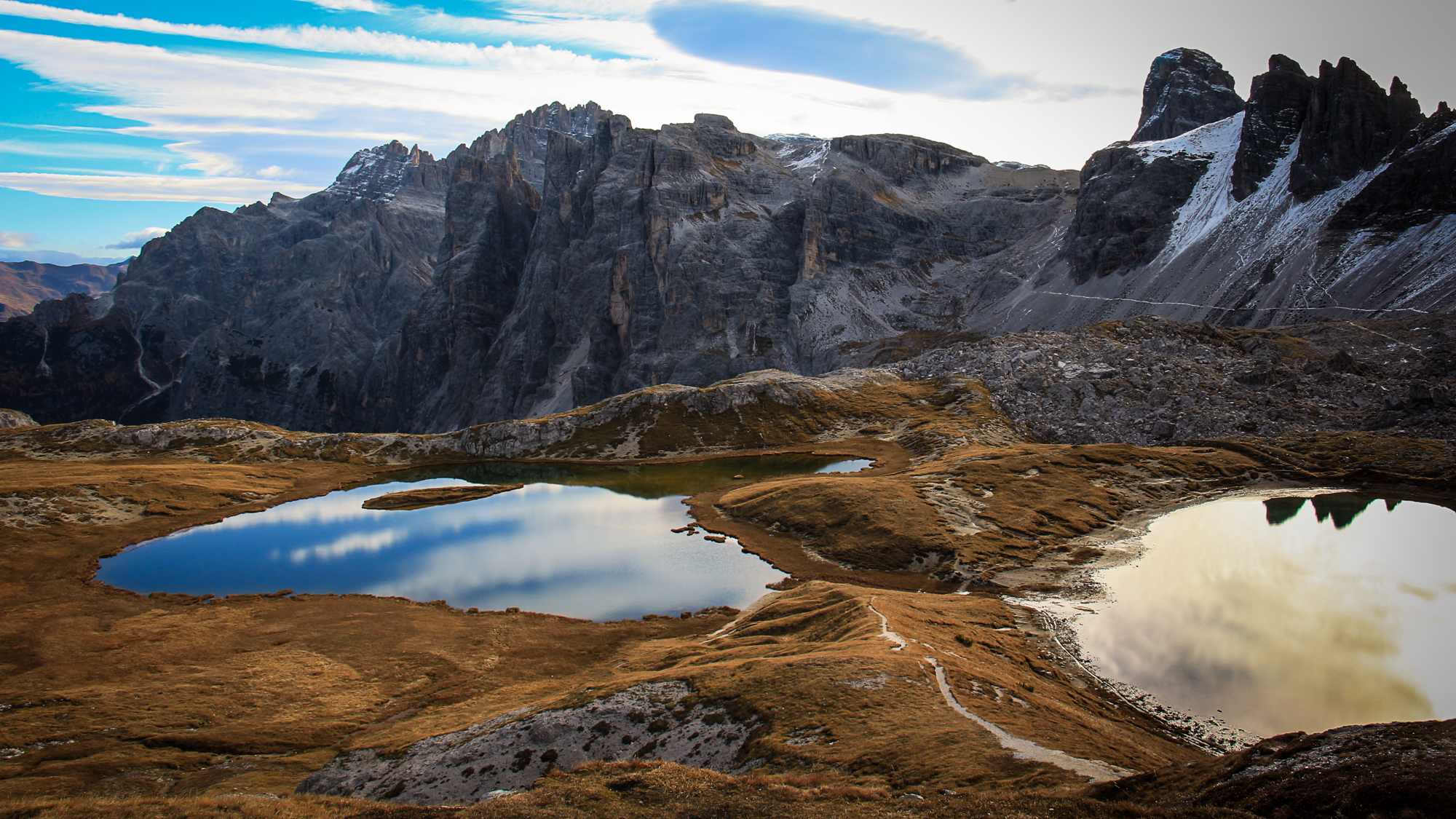
Les lacs de Piani.

Le nouvel abri n'a pas été rénové mais a été construit dans une position légèrement différente. Un simple monument construit sur un bord de l'ancien site visible rappelle la structure précédente, et il porte aussi le nom du guide Sepp Innerkofler (it).
Au refuge se trouve une petite chapelle et deux petits lacs : les lacs de Piani.
Depuis 1998, le refuge est le point d'arrivée de la Drei Zinnen Alpine Run.

## Accès
Le refuge Locatelli est facilement accessible depuis le refuge d’Auronzo, relié à Misurina (un hameau d’Auronzo) par une route à péage. Le temps de marche minimum nécessaire pour atteindre le refuge Locatelli à partir du refuge Auronzo (parking) est d'environ 1 h 20. La liaison avec Sesto via la vallée de Fiscalina est quant à elle plus exigeante. Le refuge peut également être atteint du lac de Landro en trois heures.

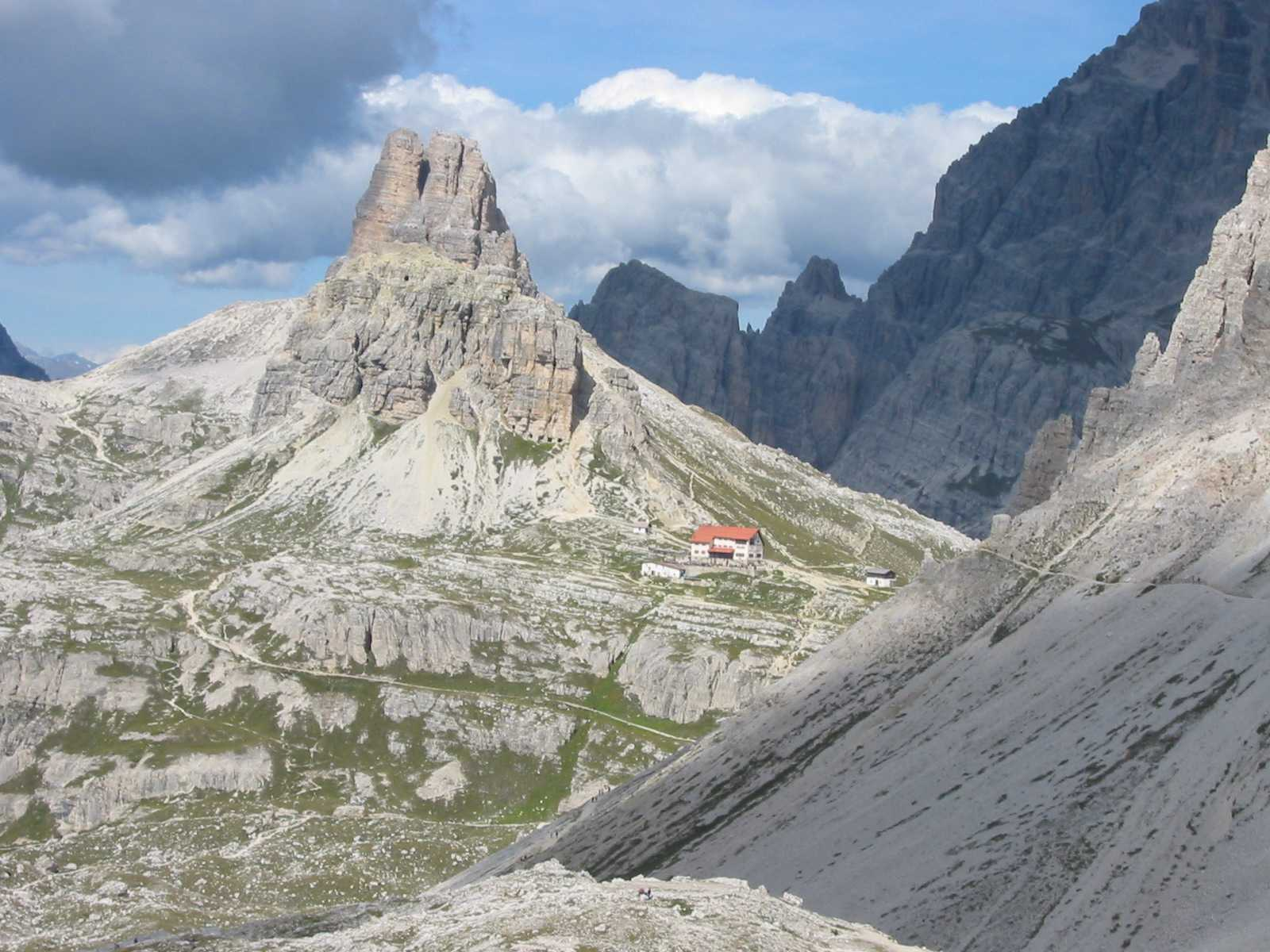
Le refuge Locatelli et la tour Toblin en arrière-plan.
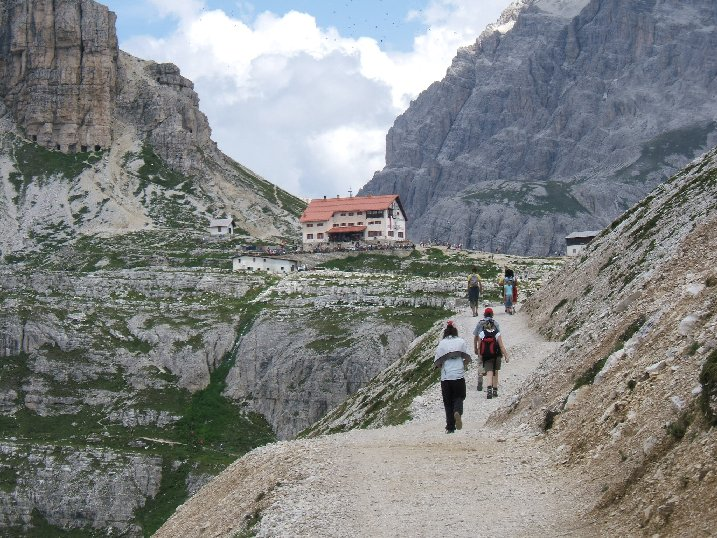
Le refuge Locatelli, et le Sasso di Sesto à gauche.
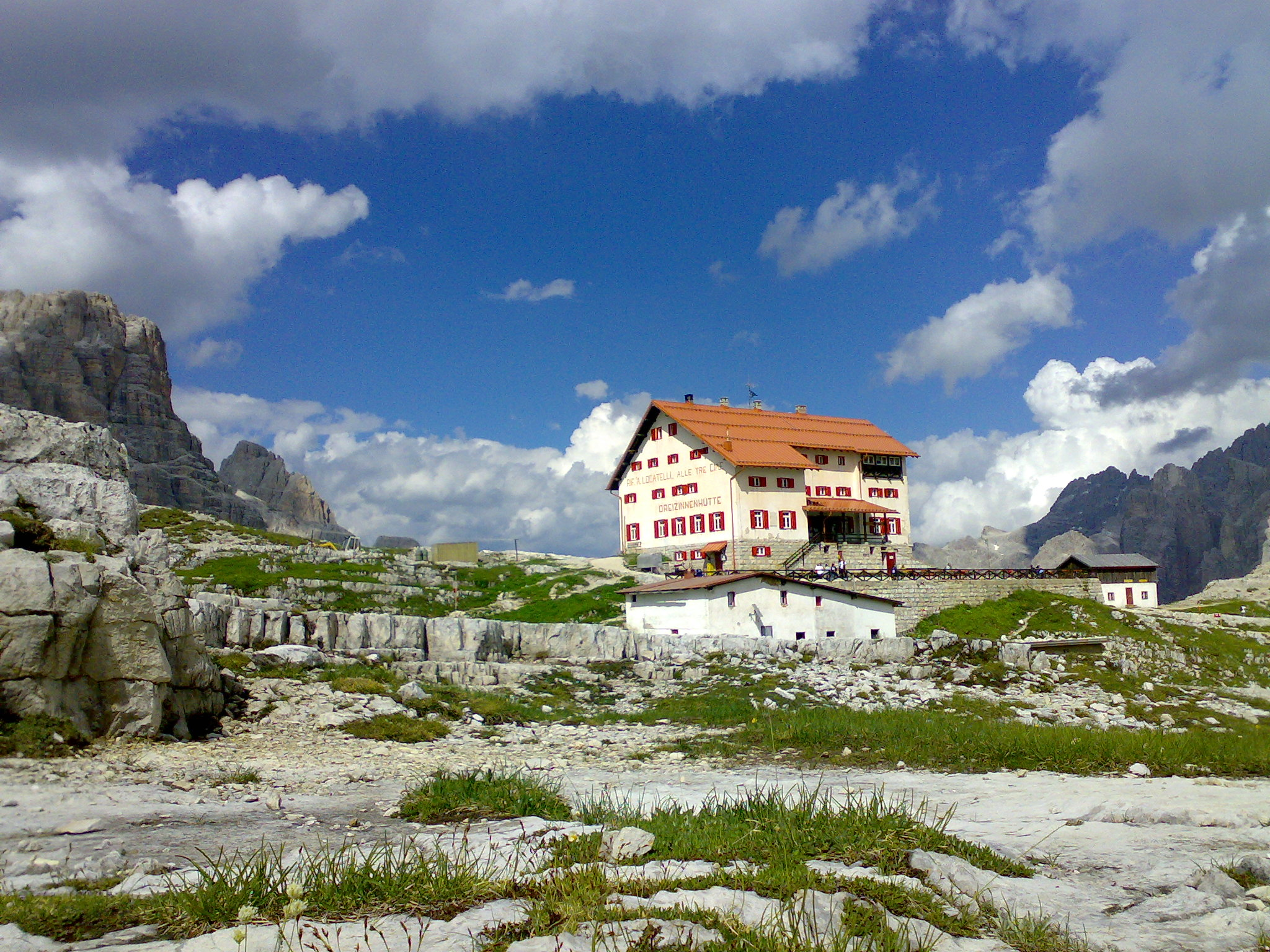
Le refuge Locatelli.
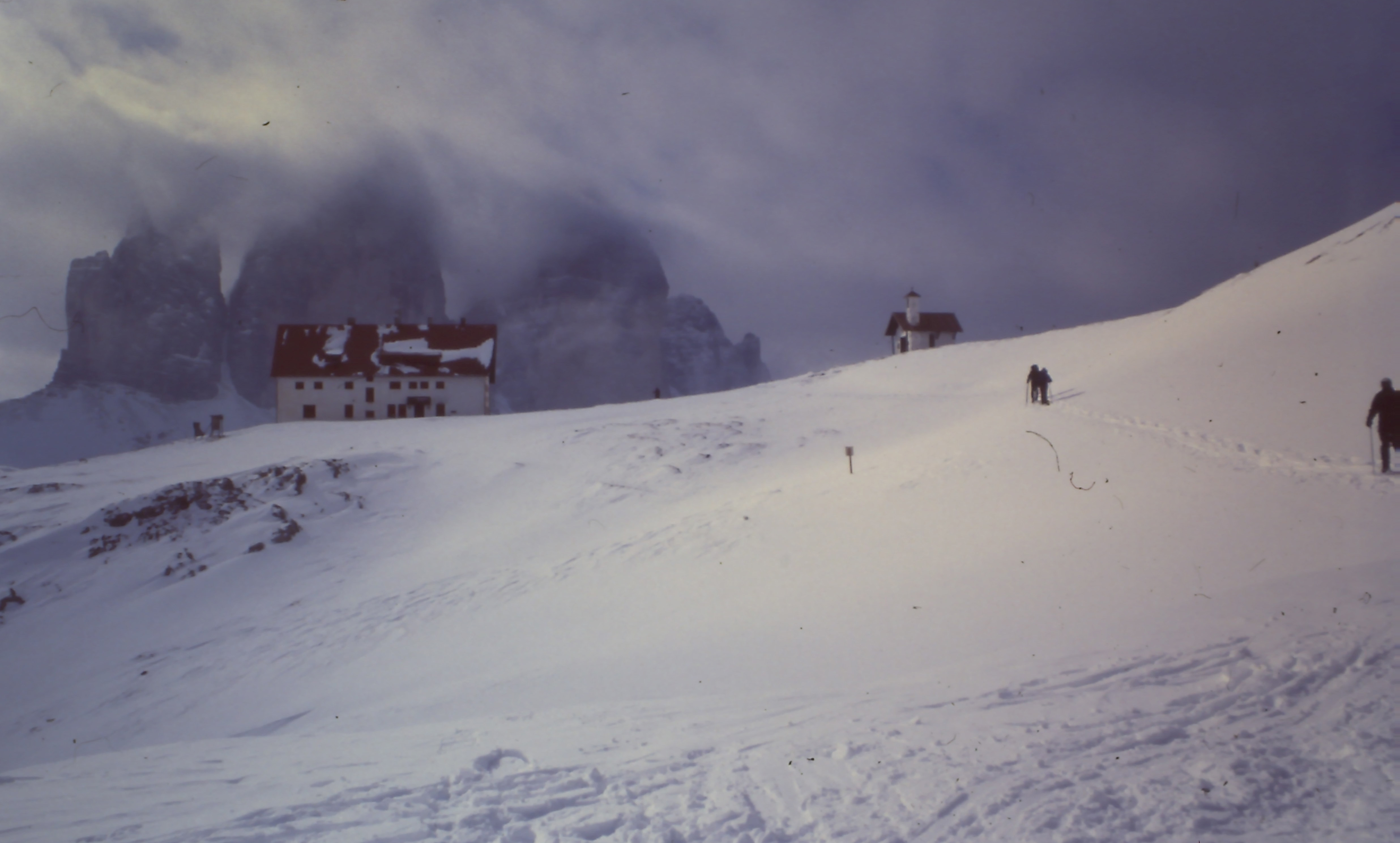
Tre Cime dans les nuages en hiver ; au premier plan, le refuge A. Locatelli.